# Heradion naiadis
Espèce
Heradion naiadis est une espèce d'araignées aranéomorphes de la famille des Zodariidae.

## Distribution
Cette espèce est endémique de la province de Nakhon Ratchasima en Thaïlande,. Elle se rencontre dans le parc national de Khao Yai entre 500 et 1 150 m d'altitude.

## Description
Le mâle holotype mesure 5,36 mm et la femelle paratype 6,01 mm.

## Publication originale
- Dankittipakul & Jocqué, 2004 : Two new genera of Zodariidae (Araneae) from Southeast Asia. Revue suisse de Zoologie, vol. 111, no 4, p. 749-784 (texte intégral).